# Anabathmis reichenbachii
Anabathmis reichenbachii е вид птица от семейство Nectariniidae.

## Разпространение
Видът е разпространен в Ангола, Камерун, Централноафриканската република, Демократична република Конго, Република Конго, Кот д'Ивоар, Екваториална Гвинея, Габон, Гана, Либерия и Нигерия.